# Zoltán Vígh
Zoltán Vígh, né le 23 août 1987 à Budapest, est un coureur cycliste hongrois.

## Palmarès sur route

### Par année
- 2006
  - 3e du championnat de Hongrie du contre-la-montre espoirs
- 2009
  -  Champion de Hongrie sur route espoirs
  - 2e du championnat de Hongrie du contre-la-montre par équipes
- 2010
  - 4e étape du Tour de Pécs
  - 3e du Grand Prix cycliste de Gemenc
- 2012
  - Tour de Pelso
  - 11e étape du Tour de Pécs
  - 2e du Grand Prix cycliste de Gemenc
  - 2e du championnat de Hongrie de la montagne
- 2013
  - 8eb étape du Tour de Pécs
- 2018
  - 3e du championnat de Hongrie de la montagne

### Classements mondiaux
| Année                                 | 2007 | 2008 | 2009 | 2010 | 2011 | 2012 | 2013 | 2014  | 2015 | 2016 | 2017 | 2018  |
| ------------------------------------- | ---- | ---- | ---- | ---- | ---- | ---- | ---- | ----- | ---- | ---- | ---- | ----- |
| Classement mondial                    |      |      |      |      |      |      |      |       |      | nc   | nc   | 2894e |
| UCI Europe Tour                       | 967e | nc   | nc   | nc   | nc   | 717e | nc   | 1121e | nc   | nc   | nc   | 1954e |
|                                       |      |      |      |      |      |      |      |       |      |      |      |       |
| Légende : nc = non classéSource : UCI |      |      |      |      |      |      |      |       |      |      |      |       |

## Palmarès en cyclo-cross
- 2007-2008
  -  Champion de Hongrie de cyclo-cross espoirs
- 2013-2014
  - 2e du championnat de Hongrie de cyclo-cross

## Palmarès en VTT
- 2014
  - 3e du championnat de Hongrie de cross-country
- 2015
  - 2e du championnat de Hongrie de cross-country marathon
  - 3e du championnat de Hongrie de cross-country